# Hyponymie
Hyponymie bezeichnet in der Sprachwissenschaft (Linguistik) die semantisch-begriffliche Unterordnung (Subordination) eines Semems unter ein anderes Semem. Das untergeordnete Semem wird als Hyponym bezeichnet und das Übergeordnete als Hyperonym. Das zur Hyponymie gegenteilige (konverse) Verhältnis der semantischen Überordnung ist die Hyperonymie. Das Wort „Hyponym“ ist damit bedeutungsgleich zu Unterbegriff und das gegensätzliche Wort Hyperonym bedeutungsgleich zu Oberbegriff. Die Hyponymie ist eine zentrale semantische Relation zwischen Begriffen in semantischen Netzen, Taxonomien und Thesauri. Sie ist zu unterscheiden von der Teil-Ganzes-Beziehung (Meronymie).
Die in der Sprachwissenschaft vorherrschende abweichende Sprachregelung dürfte historisch bedingt sein und zum anderen darauf beruhen, dass terminologisch eine Unabhängigkeit von der Begriffslogik erreicht wird: Zwischen Wort, Begriff und Semem muss nicht scharf unterschieden werden und Kritik an der traditionellen Begriffslogik wird vermieden.

## Eigenschaften der Hyponymie
Diese Relation ist:
- irreflexiv: kein Begriff ist ein Unterbegriff von sich selbst
- asymmetrisch: wenn A ein Hyponym von B ist, dann kann B nicht Hyponym von A sein
- transitiv: wenn A ein Hyponym von B ist und B ein Hyponym von C, dann ist A ein Hyponym von C

Beispiel für ein Hyponym transitiver Art: Wenn Banane ein Hyponym von Obst und Obst ein Hyponym von Lebensmittel ist, dann ist Banane ein Hyponym von Lebensmittel.
Oder in anderer Perspektive: Die Bedeutungen der untergeordneten Ausdrücke enthalten alle Bedeutungen der übergeordneten. Dies gilt jedoch nicht umgekehrt (hier: nicht jedes Lebensmittel ist eine Banane), weil die Bedeutung des Hyponyms spezifischer ist.

## Verhältnis zwischen Hyperonym und Hyponym
Zwischen Hyperonym und Hyponym bestehen weiterhin die folgenden Beziehungen:
- der Begriffsumfang (die Extension) des Hyponyms ist kleiner als der Begriffsumfang des Hyperonyms. Beispiel: „Jeder Basset ist ein Hund, aber nicht jeder Hund ist ein Basset.“
- der Begriffsinhalt (die Intension) des Hyponyms ist größer als der Begriffsinhalt des Hyperonyms. Das Hyponym hat mindestens ein semantisches Merkmal mehr als das Hyperonym.
- Die Prädizierung eines Objekts als A (Hyponym) impliziert die Prädizierung des Objekts als B (Hyperonym) – aber nicht umgekehrt.

Ein Begriff kann auch das Hyponym mehrerer Hyperonyme sein. Zum Beispiel ist Banane ein Hyponym zu Obst und zu Pflanze.
Hyponymie wird auch als Sonderfall partieller Synonymie aufgefasst: Hyponyme haben zum einen mit dem Hyperonym und zum anderen mit ihren Kohyponymen mindestens ein semantisches Merkmal gemeinsam.

## Kohyponymie
Kohyponyme sind Hyponyme eines gemeinsamen Hyperonyms. In begriffslogischer Terminologie sind Kohyponyme die Unterbegriffe eines gemeinsamen Oberbegriffs. Kohyponyme stehen in der Relation der Kohyponymie. Diese Relation ist symmetrisch und transitiv. Die Inhalte der Elemente unterscheiden sich in mindestens einem semantischen Merkmal.
Zum Beispiel sind Dackel und Pudel Kohyponyme zum gemeinsamen Hyperonym Hund:
- „Dieser Dackel ist ein Hund.“
- „Dieser Pudel ist ein Hund.“

Kohyponyme schließen sich gegenseitig aus, sie sind inkompatibel (unverträglich):
- „Dieser Dackel ist kein Pudel.“
- „Dieser Pudel ist kein Dackel.“